# Elvis Peña
Elvis Peña Méndez (nacido el 15 de agosto de 1974 en San Pedro de macorís) es un ex infielder dominicano que jugó en las Grandes Ligas durante dos temporadas. Jugó para los Rockies de Colorado en el 2000 y para los Cerveceros de Milwaukee en 2001.
En la Liga Dominicana, jugó para las Estrellas Orientales.

## Fecha de nacimiento
Peña nació originalmente el 15 de agosto de 1974, pero fue listado el 15 de septiembre de 1976 por un supuesto error.